# بين ي غارنيد (أنغلزي)
بين ي غارنيد (بالإنجليزية: Pen-y-garnedd)‏ هي منطقة سكنية تقع في ويلز في أنغلزي.